# Bengtesgårds äng
Bengtesgårds äng är ett naturreservat i Stafsinge socken i Falkenbergs kommun i Halland. Det har en yta på 4,4 hektar och har varit skyddat sedan 1972. I området häckar bland annat stenknäcken och på marken växer bland annat korallticka, bägge är rödlistade.